# Finnair
Finnair (финский: Finnair Oyj, шведский: Finnair Abp) — государственный авиаперевозчик Финляндии, крупнейшая авиакомпания страны. Базируется в аэропорту Хельсинки-Вантаа. Входит в альянс Oneworld. Основным акционером является правительство Финляндии, которому принадлежит 55,8 % акций. Finnair и дочерние компании занимают доминирующее положение во внутренних и международных авиаперевозках в Финляндии. В 2017 году авиакомпания перевезла около 12 млн пассажиров в более чем 100 европейских, 20 азиатских и 7 североамериканских направлениям. На конец 2017 года в авиакомпании работало 5918 человек.
Finnair является шестой старейшей авиакомпанией в мире. По информации исследовательского бюро JACDEC, авиакомпания, на начало 2018 года, занимает шестое место в рейтинге самых безопасных авиакомпаний мира. На её самолётах не происходило чрезвычайных ситуаций с 1978 года.
В январе 2016 года, согласно исследованию компании OAG, занял шестую строчку в рейтинге самых пунктуальных компаний.
Восемь раз подряд (2010—2017) на международном конкурсе «World Airline Awards» признавалась лучшей авиакомпанией Северной Европы.

## История

### Основание, деятельность до 1960-х годов
Авиакомпания была основана 1 ноября 1923 под Бруно Лукандером под наименованием Aero O/Y. Код компании — AY, происходит из названия Aero Yhtiö (yhtiö — компания на финском языке). В середине 1923 года Лукандер заключил соглашение с авиастроительной компанией Junkers Flugzeugwerke AG о предоставлении самолётов и технической поддержки в обмен на 50 % владения в новой авиакомпании. Устав новой авиакомпании был подписан в Хельсинки 12 сентября 1923 года, а 11 декабря 1923 года компания была внесена в торговый реестр. Первый полёт состоялся 20 марта 1924 года из Хельсинки в Таллинн на самолёте Junkers F.13, оборудованном поплавками для приземления на воду. Использование гидросамолётов закончилось в декабре 1936 года после строительства первых аэродромов в Финляндии.

Во время Второй Мировой войны половина флота авиакомпании была реквизирована финскими военно-воздушными силами.
В 1946 году финское правительство приобрело контрольный пакет акций авиакомпании и 1 ноября 1947 года были возобновлены пассажирские рейсы в Европу на самолётах Douglas DC-3. В 1953 году авиакомпания стала использовать название Finnair. В том же году были приобретены двухмоторные лайнеры Convair 440 и эти более быстрые самолёты эксплуатировались на более длинных маршрутах компании, таких как Лондон.

### Реактивный век (1960—1970-е годы)
В 1961 году Finnair были приобретены реактивные самолёты Sud Aviation Caravelle с двигателем Rolls-Royce Avon, позже они были заменены на двигатели Pratt & Whitney JT8D. В 1962 году Finnair приобрела 27 % акций другого крупнейшего финского перевозчика Karair. 25 июня 1968 года авиакомпания получила официальное наименование Finnair OY. В 1969 году был приобретен первый американский реактивный самолёт Douglas DC-8. Первые трансатлантические рейсы, в Нью-Йорк, начались 15 мая 1969 года. В 1960-х годах головной офис Finnair находился в Хельсинки.
Finnair получила свои первые широкофюзеляжные самолёты в 1975 году, это были два самолёта DC-10-30. Первый из них прибыл 4 февраля 1975 года и выполнил свой первый рейс 14 февраля 1975 года из Хельсинки в Нью-Йорк, а затем из Хельсинки в Лас-Пальмас.
В 1979 году Finnair учредила дочернюю авиакомпанию Finnaviation для внутренних рейсов с долей 60 %.

### Новые маршруты (1980-е годы)
В 1981 году Finnair открыла маршруты в Сиэтл и Лос-Анджелес. Авиакомпания стала первым оператором, открыв беспосадочные маршруты из Западной Европы в Японию, выполняя рейсы Хельсинки - Токио на самолёте McDonnell Douglas DC-10-30ER в 1983 году. Ранее, такие рейсы осуществлялись через Москву, авиакомпаниями Аэрофлот, SAS и British Airways, или большинством перевозчиков через Анкоридж. Finnair удалось обойти ограничение воздушного пространства СССР, маршруты её рейсов пролегали севернее, над Северным полюсом и Беринговым проливом. Используемые самолёты были оснащены дополнительными топливными баками, полёт занимал 13 часов. Маршруты через воздушное пространство СССР и с посадкой в Москве занимали такое же время, но полёты через Анкоридж требовали уже 16 часов, что дало Finnair конкурентное преимущество. Решение советского правительства весной 1986 года открыть небо для иностранных авиакомпаний, таких как Air France и Japan Airlines, для беспосадочных полетов Париж-Токио поставило Finnair в невыгодное положение.
В 1988 году Finnair запустила рейс Хельсинки-Пекин, это был первый беспосадочный маршрут среди западноевропейских авиакомпаний между Европой и Китаем. В 1989 году Finnair стала стартовым заказчиком самолётов McDonnell Douglas MD-11, первый самолёт (бортовой номер OH-LGA) был поставлен 7 декабря 1990 года. Первый рейс состоялся 20 декабря 1990 года по маршруту Хельсинки на Тенерифе, Канарские острова.

### Расширение деятельности (с 1990-х годов)
В 1997 году дочерние компании Karair и Finnaviation полностью перешли в собственность Finnair и были интегрированы в основную деятельность. 25 сентября 1997 года официальное название компании было изменено на Finnair Oyj.
В 1999 году Finnair присоединилась к альянсу авиакомпаний Oneworld. В 2001 году авиакомпания создала дочернюю авиакомпанию Aero Airlines, базирующейся в Таллине, Эстония.
В 2003 году Finnair приобрела в собственность шведскую бюджетную авиакомпанию FlyNordic, которая работала в основном в Скандинавии. В 2007 году Finnair продала все акции FlyNordic авиакомпании Norwegian Air Shuttle. В рамках сделки Finnair приобрела 4,8 % норвежской компании, став третьим по величине акционером. Позже авиакомпания Finnair продала свои акции в 2013 году.
8 марта 2007 года Finnair стала стартовым заказчиком самолёта Airbus A350 XWB, разместив заказ на 11 самолётов с опционом ещё на 8, начало поставок — 2015 год.
В период середины 2000-х годов авиакомпания значительно пострадала от трудовых споров, в результате мер по сокращению затрат, вызванных конкуренцией со стороны бюджетных авиакомпаний.
С 1 декабря 2011 года услуги наземного обслуживания в аэропорту для Finnair осуществляет компания Swissport.

### После введения санкций (2022 год)
После обострения российско-украинского конфликта, Россия ввела ответных санкций против недружественных стран, которые ввели против России санкции стала испытывать существенные трудности из-за необходимости облетать воздушное пространство России: после закрытия воздушного пространства России Finnair утратила свое уникальное географическое преимущество, благодаря которому компания считалась связующим звеном между Европой и Азией, поскольку ее рейсы проходили по кратчайшему и самому быстрому маршруту через Россию (теперь маршруты полётов между аэропортом Хельсинки и крупными азиатскими городами удлинились на 15–40 %). Дополнительную нагрузку принесли возросшие в связи с украинским кризисом цены на топливо и низкая загрузка рейсов. Эти факторы привели к тому, что у компании существенно возросли риски банкротства — операционный убыток компании за первую половину 2022 года составил 133 млн евро, из которых до 51 млн евро приходится на резко возросшую цену топлива.
Ради спасения в Finnair утвердили новую стратегию, но есть сомнения об ее успешности.

## Корпоративные данные

### Собственники
Материнской компанией группы Finnair является Finnair Plc, которая зарегистрирована на фондовой бирже Хельсинки и зарегистрирована по адресу Tietotie 9, Vantaa. Основным акционером является правительство Финляндии (55.8 %), ни один другой акционер не владеет более чем 5 % акций.

### Дочерние компании
Авиакомпания Finnair владеет двумя компаниями по грузоперевозкам, Finnair Cargo Oy и Finnair Cargo Terminal Operations Oy. Офисы обеих компаний находятся в аэропорту Хельсинки.  Finnair Cargo в настоящее время использует флот Finnair для своих грузовых операций. 
Finnair Cargo имеет три хаба:
- аэропорт Хельсинки — основной узлел Finnair Cargo,
- аэропорт Брюсселя — рейсы выполняются в сотрудничестве с DHL Aviation (EAT Leipzig[англ.]).
- аэропорт Лондон/Хитроу — в сотрудничестве с IAG Cargo[англ.], авиакомпания Finnair пять раз в неделю использует пассажирские Airbus A350 для перевозки дополнительных грузов.

Пассажирская авиакомпания Nordic Regional Airlines (Norra) на 40 % принадлежит Finnair. Перевозчик использует самолёты ATR 72-500, взятые в лизинг у Finnair и Embraer E190. Все самолёты Embraer окрашены в ливрею Finnair. Авиакомпания начала свою деятельность 20 октября 2011 года как совместное предприятие Flybe и Finnair. Работает под кодом Finnair с 1 мая 2015 года.

### Показатели авиакомпании
|                                      | 2010  | 2011   | 2012  | 2013  | 2014  | 2015  | 2016  | 2017  |
| Оборот, млн евро                     | 2 023 | 2 257  | 2 449 | 2 400 | 2 284 | 2 254 | 2 316 | 2 568 |
| Чистая прибыль, млн евро             | −33   | -111,5 | 16,5  | 11,9  | -36,5 | 23,7  | 55,2  | 170,4 |
| Количество сотрудников               | 7.578 | 7.467  | 6.784 | 5.859 | 5.172 | 4.906 | 5.045 | 5.852 |
| Количество пассажиров, млн           | 7,1   | 8,0    | 8,8   | 9,2   | 9,6   | 10,3  | 10,8  | 11,9  |
| Загрузка пассажиров, %               | 76,5  | 73,3   | 77,6  | 79,5  | 80,2  | 80,4  | 79,8  | 83,3  |
| Количество самолётов (на конец года) | 63    | 65     | 60    | 70    | 67    | 72    | 73    | 79    |

### Новый офис компании
В 2013 году Finnair, на территории аэропорта, рядом с предыдущим, открыла свой новый головной офис, названный House of Travel and Transportation (HOTT). Строительство HOTT началось в июле 2011 года и завершилось в июне 2013 года. Общая площадь офиса 70.000 квадратных метров. Предыдущий головной офис использовался с 1994 года, а затем заменил офис, расположенный в центре Хельсинки.

### Корпоративный дизайн
Компания представила новую ливрею своих самолётов в декабре 2010 года. Основные изменения в большой надписи на фюзеляже, перекраска двигателей в белый цвет и изменение цветовой схемы хвостовой части в пользу белого фона с синим стилизованным логотипом и удаление контура земного шара.
Несколько самолётов окрашены в специальные ливреи:
- Airbus A319-100 (OH-LVD) — ливрея альянса Oneworld
- Airbus A330-300 (OH-LTO) — ливрея финской дизайнерской компании Marimekko
- Airbus A350-900 (OH-LWB) — ливрея альянса Oneworld
- Airbus A350-900 (OH-LWL) — ливрея финской дизайнерской компании Marimekko
- Embraer 190 (OH-LKN) — ливрея альянса Oneworld

Ранее авиакомпания использовала другие специальные ливреи: Муми-тролль, Санта-Клаус, ретро ливреи 1950-х годов и Angry Birds.
Современная униформа авиакомпании появилась в декабре 2011 года. Finnair имеет коды для указания ранга членов экипажа: одна полоса в рукаве для обычного бортпроводника, две полосы для старшего бортпроводника и три полосы для шеф-бортпроводника. Правила авиакомпании требуют от экипажа носить перчатки во время взлёта и посадки по соображениям безопасности. Предыдущая форма бортпроводников Finnair была названа пятой самой стильной униформой по версии французского журнала Bon Voyage.

### Партнёрские отношения
Finnair имеет партнёрские отношения с некоторыми компаниями: Alaska Airlines, American Airlines, British Airways, Deutsche Bahn (DB), Chinese JD.com, Japan Airlines и Marimekko.

## Маршрутная сеть
Finnair выполняет рейсы по более 130 маршрутам в более 40 стран мира в Европе, Азии и Северной Америке из своего хаба в Хельсинки-Вантаа.

### Европа
Европа является основным рынком Finnair. Некоторые внутренние и европейские рейсы выполняются дочерней Nordic Regional Airlines на самолётах ATR и Embraer. Finnair выполняет рейсы в Европу с использованием семейства самолётов Airbus A320. Некоторые из рейсов в Лондон выполняются на Airbus A350 XWB.
За последние несколько лет авиакомпания запустила несколько новых маршрутов в Европу и перевела некоторые чартерные рейсы на регулярные. Летом 2016 года были открыты рейсы в Биллунн, Эдинбург, Митилини, Превеза, Пула, Римини, Санторини, Скиатос, Варна, Верона и Закинф. В летний сезон 2017 года были открыты рейсы в Аликанте, Корфу, Ибица, Менорка и Рейкьявик. Наибольшее число новых маршрутов Finnair были открыты в 2017 году. В 2018 году будут возобновлены полёты в Лиссабон, Штутгарт и Лион, а сезонные рейсы в Эдинбург и Аланию станут круглогодичными.

### Азия
Азия также является важным направлением для Finnair, она обслуживает более 20 направлений с частотой до 100 рейсов в неделю. В настоящее время большая часть азиатских маршрутов выполняется на самолётах Airbus A350, но некоторые на Airbus A330-300.
Авиакомпания открыла рейсы в Азию в 1976 году, это был беспосадочный маршрут в Бангкок. Семь лет спустя, в 1983 году, перевозчик запустил свой первый беспосадочный рейс в Токио, Япония. В 1988 году начались полёты в Пекин, первый пункт назначения в Китае.
Наряду с Японией, Китай стал одним из основных рынков Finnair. Авиакомпания открыла ещё четыре направления в Китае: Шанхай в 2003 году, Гуанчжоу в 2005 году (с 2008 по 2016 года рейсы не выполнялись), Чунцин в 2012 году и Сиань в 2013 году. 13 мая 2018 года были открыты рейсы в Нанкин, который стал шестым пунктом назначения в континентальном Китае. Направление в Гонконг обслуживается 12 еженедельными рейсами. В Японию Finnair выполняет полёты с самой высокой частотой среди европейских авиакомпаний. Японскими пунктами назначения являются: Токио, Фукуока с 2016 года, Нагоя, Осака с 1995 года. Летом 2018 года авиакомпания выполняла до 35 еженедельных рейсов в Японию и Китай. Южнокорейский Сеул также является одним из быстрорастущих направлений по пассажиропотоку.
Маршруты в Индию в сети авиакомпании появились в 2007 году, когда был открыт рейс в Дели. Рейсы в Мумбаи началась в 2008 году (были отменены в том же году). Чартерные полёты в Гоа были переведены в разряд регулярных, ранее они выполнялись через Дубай. Также выполнялись рейсы в Коломбо. Тайские направления в Бангкок, Краби и Пхукет выполняются на Airbus A350. Finnair выполняет полёты в Хошимин, Вьетнам, направление Ханой было закрыто. Рейсы в Сингапур являются ежедневными.
Авиакомпанией рассматривались новые азиатские направления: Бангалор, Пусан, Чанша, Ченнаи, Ханчжоу, Джакарта, Куала-Лумпур, Куньмин, Манила, Саппоро, Тяньцзинь и Улан-Батор.
20 июня 2017 года был открыт рейс в Нур-Султан (в летний период).
В будущем Finnair стремится расширить своё присутствие в Китае, добавляя новые направления и увеличивая частоты на существующих маршрутах, таких как Пекин и Шанхай. Однако существующие двусторонние соглашения между Финляндией и Китаем запрещают более семи еженедельных рейсов в вышеуказанные города. Авиакомпания также рассматривает возможность добавления новых направлений в Японии: Саппоро и Токио/Ханеда. Кроме того, в качестве потенциальных новых рынков упоминались Малайзия и Индонезия.
На Ближний Восток Finnair выполняет полёты в Дубай, ОАЭ, а также в израильские Тель-Авив и Эйлат. Рейсы в Бахрейн и Иорданию были прекращены.

### Северная Америка
Первый межконтинентальный маршрут в США был открыт 15 мая 1969 года в Нью-Йорк через Копенгаген и Амстердам. Кроме Нью-Йорка, Finnair летает в Чикаго, Сан-Франциско и Майами (с апреля 2016 года круглогодично). Ранее авиакомпания летала в Бостон, Детройт, Даллас, Лос-Анджелес и Сиэтл. В Канаду перевозчик ранее выполнял рейсы в Галифакс, Монреаль и Торонто. Галифакс использовался как промежуточный пункт для рейсов на карибские острова.
Направления в Латинской Америке в Гавану, а также в мексиканские Пуэрто-Плата и Пуэрто-Вальярта были переведены из чартерных в регулярные. Finnair также выполняла полеты в Ресифи, Форталеза, Панаму, Ольгин, Варадеро, Картахену и Маргариту.
Список пунктов назначения (май 2018):
| Город                             | Примечания    |  | Город                                  | Примечание    |
| --------------------------------- | ------------- |  | -------------------------------------- | ------------- |
| Агадир, Марокко                   | сезонно       |  | Минск, Белоруссия                      | приостановлен |
| Акаба, Иордания                   | приостановлен |  | Митилини, Греция                       | сезонно       |
| Аланья/Газипаша, Турция           |               |  | Момбаса, Кения                         | приостановлен |
| Аликанте, Испания                 | сезонно       |  | Монреаль/Мирабель, Канада              | приостановлен |
| Амман, Иордания                   | приостановлен |  | Монреаль/Трюдо, Канада                 | приостановлен |
| Амстердам, Нидерланды             |               |  | Москва/Шереметьево, Россия             | приостановлен |
| Анталья, Турция                   |               |  | Мумбай, Индия                          | приостановлен |
| Нур-Султан, Казахстан             | сезонно       |  | Мурманск, Россия                       | сезонно       |
| Афины, Греция                     |               |  | Мурсия/Сан-Хавьер, Испания             | приостановлен |
| Багдад, Ирак                      | приостановлен |  | Мюнхен, Германия                       |               |
| Бангкок/Суварнабхуми, Таиланд     |               |  | Нагоя/Тюбу, Япония                     |               |
| Барселона, Испания                |               |  | Нанкин, Китай                          |               |
| Бейрут, Ливан                     |               |  | Неаполь, Италия                        | сезонно       |
| Берген, Норвегия                  |               |  | Ницца, Франция                         | сезонно       |
| Берлин/Тегель, Германия           |               |  | Нью-Йорк/Кеннеди, США                  |               |
| Биарриц, Франция                  | сезонно       |  | Нюрнберг, Германия                     | приостановлен |
| Биллунн, Дания                    |               |  | Ольгин (Куба)                          | приостановлен |
| Бостон, США                       | приостановлен |  | Осака, Япония                          |               |
| Брюссель, Бельгия                 |               |  | Осло, Норвегия                         |               |
| Будапешт, Венгрия                 |               |  | Оулу, Финляндия                        |               |
| Бухарест, Румыния                 | приостановлен |  | Охрид, Македония                       | приостановлен |
| Вааса, Финляндия                  |               |  | Пальма-де-Майорка, Испания             | сезонно       |
| Валлетта, Мальта                  | сезонно       |  | Токумен, Панама                        | приостановлен |
| Варадеро, Мексика                 | приостановлен |  | Париж/Шарль-де-Голь, Франция           |               |
| Варшава, Польша                   |               |  | Паттайя, Таиланд                       | приостановлен |
| Вена, Австрия                     |               |  | Пафос, Кипр                            | сезонно       |
| Венеция, Италия                   | сезонно       |  | Пекин, Китай                           |               |
| Верона, Италия                    | сезонно       |  | Петрозаводск, Россия                   | приостановлен |
| Вильнюс, Литва                    |               |  | Пиза, Италия                           | сезонно       |
| Висбю, Швеция                     | сезонно       |  | Понта-Делгада, Португалия              | приостановлен |
| Гавана, Куба                      | сезонно       |  | Пори, Финляндия                        | приостановлен |
| Галифакс, Канада                  | приостановлен |  | Прага, Чехия                           |               |
| Гамбург, Германия                 |               |  | Пула, Хорватия                         | сезонно       |
| Гданьск, Польша                   |               |  | Пуэрто-Вальярта, Мексика               | сезонно       |
| Гётеборг/Ландветтер, Швеция       |               |  | Пуэрто-Плата, Доминиканская республика | сезонно       |
| Гоа, Индия                        | сезонно       |  | Пхукет, Таиланд                        | сезонно       |
| Гонконг, Гонконг                  |               |  | Рейкьявик/Кеблавик, Исландия           |               |
| Гуанчжоу, Китай                   | сезонно       |  | Ресифи, Бразилия                       | приостановлен |
| Дели, Индия                       |               |  | Рига, Латвия                           |               |
| Детройт (США)                     | приостановлен |  | Рим/Фьюмичино, Италия                  |               |
| Дубай, ОАЭ                        | сезонно       |  | Рованиеми, Финляндия                   |               |
| Дубай/Аль-Мактум, ОАЭ             | сезонно       |  | Родос, Греция                          | сезонно       |
| Дублин, Ирландия                  |               |  | Савонлинна, Финляндия                  | приостановлен |
| Дубровник, Хорватия               | сезонно       |  | Сан-Франциско, США                     | сезонно       |
| Дюссельдорф, Германия             |               |  | Санкт-Петербург, Россия                | приостановлен |
| Екатеринбург, Россия              | приостановлен |  | Санторини, Греция                      | сезонно       |
| Женева, Швейцария                 |               |  | Сеул/Инчхон, Южная Корея               |               |
| Зальцбург, Австрия                | сезонно       |  | Сиань, Китай                           | сезонно       |
| Ибица, Испания                    | сезонно       |  | Сингапур, Сингапур                     |               |
| Ивало, Финляндия                  |               |  | Сиэтл/Такома, США                      | приостановлен |
| Инсбрук, Австрия                  | сезонно       |  | Скиатос (Греция)                       | сезонно       |
| Ираклион, Греция                  | сезонно       |  | София, Болгария                        | приостановлен |
| Йоэнсуу, Финляндия                |               |  | Сплит, Хорватия                        | сезонно       |
| Йювяскюля, Финляндия              |               |  | Стамбул/Ататюрк, Турция                | приостановлен |
| Казань, Россия                    | приостановлен |  | Стокгольм/Арланда, Швеция              |               |
| Каир, Египет                      | приостановлен |  | Стокгольм/Бромма, Швеция               |               |
| Канкун, Мексика                   | приостановлен |  | Сундсвалль (Швеция)                    | приостановлен |
| Картахена (Колумбия)              | приостановлен |  | Таллин, Эстония                        |               |
| Каунас, Литва                     | сезонно       |  | Тампере, Финляндия                     |               |
| Каяани, Финляндия                 |               |  | Тарту, Эстония                         |               |
| Кёльн/Бонн, Германия              | приостановлен |  | Тель-Авив/Бен-Гурион, Израиль          |               |
| Кеми/Торнио, Финляндия            |               |  | Тенерифе/Лос-Родеос, Испания           | сезонно       |
| Киев, Украина                     | приостановлен |  | Тенерифе/Южный, Испания                | сезонно       |
| Киттиля, Финляндия                |               |  | Тиват, Черногория                      | приостановлен |
| Коккола, Финляндия                |               |  | Токио/Нарита, Япония                   |               |
| Коломбо, Шри-Ланка                | приостановлен |  | Торонто/Пирсон, Канада                 | приостановлен |
| Копенгаген, Дания                 |               |  | Тромсё (Норвегия)                      | сезонно       |
| Корфу, Греция                     | сезонно       |  | Турку, Финляндия                       |               |
| Кос, Греция                       | сезонно       |  | Умео, Швеция                           | сезонно       |
| Краби, Таиланд                    | сезонно       |  | Фару, Португалия                       | приостановлен |
| Краков, Польша                    |               |  | Форт-Лодердейл, США                    | приостановлен |
| Куопио, Финляндия                 |               |  | Форталеза/Пинту-Мартинс, Португалия    | приостановлен |
| Куусамо, Финляндия                |               |  | Франкфурт, Германия                    |               |
| Лаксэльв (Норвегия)               | приостановлен |  | Фукуока, Япония                        | сезонно       |
| Лангкави (Малайзия)               | приостановлен |  | Фуншал/Криштиану Роналду, Португалия   | сезонно       |
| Лаппеэнранта, Финляндия           | приостановлен |  | Фуэртевентура, Испания                 | сезонно       |
| Лас-Пальмас/Гран-Канария, Испания | сезонно       |  | Ханой, Вьетнам                         | приостановлен |
| Лиссабон, Португалия              | с 1 июля 2018 |  | Ханья, Греция                          | сезонно       |
| Лондон/Гатвик, Великобритания     | сезонно       |  | Хельсинки, Финляндия                   | ХАБ           |
| Лондон/Хитроу, Великобритания     |               |  | Херес-де-ла-Фронтера, Испания          | приостановлен |
| Лос-Анджелес, США                 | приостановлен |  | Хошимин, Вьетнам                       | сезонно       |
| Луксор (Египет)                   | приостановлен |  | Хургада, Египет                        | сезонно       |
| Любляна, Словения                 | сезонно       |  | Цюрих, Швейцария                       |               |
| Люксембург, Люксембург            | приостановлен |  | Чикаго/О’Хара, США                     | сезонно       |
| Мадрид, Испания                   |               |  | Чунцин, Китай                          |               |
| Майами, США                       | сезонно       |  | Шанхай, Китай                          |               |
| Малага, Испания                   |               |  | Шарджа, ОАЭ                            | приостановлен |
| Мальме/Стуруп, Швеция             | приостановлен |  | Шарм-эш-Шейх, Египет                   | приостановлен |
| Манама/Бахрейн, Бахрейн           | приостановлен |  | Штутгард, Германия                     |               |
| Манчестер, Великобритания         |               |  | Эдинбург, Великобритания               |               |
| Маргарита (Венесуэла)             | приостановлен |  | Эйлат, Израиль                         | сезонно       |
| Мариехамн, Финляндия              |               |  | Энонтекиё, Турция                      |               |
| Марса-эль-Алам (Египет)           | сезонно       |  | Энфида (Тунис)                         | приостановлен |
| Менорка, Испания                  | сезонно       |  | Эстерсунд (Швеция)                     | приостановлен |
| Миккели, Финляндия                | приостановлен |  |                                        |               |
| Милан/Мальпенса, Италия           |               |  |                                        |               |

### Соглашения о код-шеринге
Finnair имеет соглашения о код-шеринге со следующими авиакомпаниями:
Aeroflot, Air China, Air France, American Airlines, Bangkok Airways, Belavia, British Airways, Cathay Pacific, Czech, Icelandair, Iberia, Japan Airlines, Malaysia Airlines, Qantas, S7 и TAP Portugal.

## Флот

### Текущий флот
В июле 2021 года флот Finnair состоял из 83 самолётов, средний возраст которых 11,6 лет:

### Ранее использовались
Ранее Finnair использовал следующие типы воздушных судов:
| Тип самолёта                                       | Год ввода | Год вывода |
| -------------------------------------------------- | --------- | ---------- |
| ATR 42-300                                         | 1986      | 1990       |
| Embraer E170                                       | 2005      | 2016       |
| Airbus A300B4                                      | 1986      | 2004       |
| Airbus A340-300                                    | 2006      | 2017       |
| Boeing 757-200                                     | 1997      | 2014       |
| Boeing 757-200C                                    | 1989      | 1995       |
| Convair CV-440 Metropolitan                        | 1953      | 1980       |
| de Havilland Dragon Rapide                         | 1937      | 1947       |
| Douglas DC-2                                       | 1941      | 1948       |
| Douglas DC-3                                       | 1947      | 1967       |
| Douglas DC-8-62                                    | 1975      | 1986       |
| Douglas DC-8-62CF                                  | 1969      | 1981       |
| Douglas DC-9-14 / -15F / -15MC / -15RC / -41 / -51 | 1971      | 2003       |

| Тип самолёта                        | Год ввода | Год вывода |
| ----------------------------------- | --------- | ---------- |
| Fokker F-27                         | 1980      | 1987       |
| Junkers F.13                        | 1924      | 1935       |
| Junkers G 24                        | 1926      | 1935       |
| Junkers Ju 52/3m                    | 1932      | 1949       |
| McDonnell Douglas DC-10-30 / -30/ER | 1975      | 1996       |
| McDonnell Douglas MD-11             | 1990      | 2008       |
| McDonnell Douglas MD-11F            | 2010      | 2011       |
| McDonnell Douglas MD-82 / -83 / -87 | 1983      | 2006       |
| Sud Aviation Caravelle 1A           | 1960      | 1961       |
| Sud Aviation Caravelle III          | 1961      | 1964       |
| Sud Aviation Caravelle 10B          | 1964      | 1983       |

## Обслуживание

### Finnair Plus
Finnair Plus — программа поощрения пассажиров Finnair. Пассажиры зарабатывают баллы, количество которых зависит от рейсов, на которых летал пассажир. Имеются четыре типа счетов пассажиров: Basic, Silver, Gold и Platinum. Для детей есть специальный класс Junior. Обладатели счетов Silver, Gold и Platinum имеют различные привилегии.

### Залы ожидания
Finnair управляет своими залами ожидания в аэропортах Хельсинки-Вантаа и Стокгольм-Арланда.

### Blue Wings
Журнал Blue Wings распространяется на бортах самолётов Finnair с 1980 и выпускается компанией SanomaWSOY. Статьи в журнале публикуются на английском и финском языках.

## Авиационные происшествия
- 16 ноября 1927 года Junkers F.13 исчез по пути из Таллина в Хельсинки. Пилота и двух его пассажиров так и не нашли.
- 10 ноября 1937 года на самолёте Junkers Ju 52, следовавшего из Турку в Стокгольм, в результате сломанной лопасти винта, произошло отделение двигателя. Пилотам удалось успешно посадить самолёт без жертв.
- 14 июня 1940 года самолёт Junkers Ju 52 Kaleva был сбит советскими ВВС над Финским заливом. Все 9 человек на борту погибли.
- 7 июня 1941 года самолёт Junkers Ju 52, оснащённый поплавками для приземления на воду, был вынужден совершить аварийную посадку после потери мощности на всех трёх двигателях из-за некачественного топлива. Два пассажира утонули. Самолёт был восстановлен и возвращен в эксплуатацию.
- 31 октября 1945 года Junkers Ju 52 потерпел крушение на подходе к Хювинкяа. Из-за искажения радиосигналов высоковольтными проводами, самолёт заходил на посадку по неверной траектории. Все 14 человек на борту выжили, самолёт был списан.
- 3 января 1961 года, самолёт Douglas DC-3, выполняющий рейс 311 из города Круунупюу в город Вааса разбился при заходе на посадку, погибли все 25 человек на борту. Пилоты, из-за своей недисциплинированности, выполняли полёт с нарушениями. Это крупнейшая авиакатастрофа в Финляндии.
- 8 ноября 1963 года рейс 217 из Хельсинки в Мариехамн через Турку, выполнявшийся на DC-3, врезался при заходе на посадку в Мариехамн. Единственная стюардесса и два пассажира остались в живых. Причиной катастрофы была плохая видимость и неисправный высотомер, который ввёл в заблуждение пилотов. Погибли 20 пассажиров и 2 члена экипажа. На сегодняшний день это последняя катастрофа в Финляндии с человеческими жертвами.
- 30 сентября 1978 года рейс 405 из Оулу в Хельсинки, самолёт Sud Aviation Caravelle с 44 пассажирами и 4 членами экипажа, был захвачен вооружённым человеком (в Финляндии на тот момент не проводилось проверок безопасности на внутренних рейсах). В Хельсинки 34 пассажира были освобождены, а затем самолёт вернулся в Оулу, где угонщик получил выкуп от Finnair. Угонщик освободил последних заложников и покинул самолёт. 1 октября угонщик был арестован у себя дома.